# Scrambled Eggs (desenho animado de 1939)
Scrambled Eggs é um desenho animado produzido pela Walter Lantz Productions em 1939 pela Universal Pictures, apresentando uma criatura travessa sátira chamada Peterkin.

## Produção
Este desenho animado foi a produção nº 984 da Walter Lantz Productions, a quarta da série Cartune Classics.
A história é de Elaine Pogany, com desenhos e arte final de seu marido Willy Pogany, aos quais é dado crédito de destaque. Não havia outros desenhos de Peterkin produzidos por Walter Lantz, embora o personagem tenha sido apresentado no ano seguinte em um livro infantil chamado Peterkin, criado em conjunto pelos Poganys, com Elaine na história e Willy na arte.

## História
É o amanhecer na floresta. A mãe e o pai cisne, com seus pequenos filhotes, cruzam um lago. O Vigia Noturno da floresta, Sr. Coruja, acorda. Ele olha para Peterkin, um jovem garoto fauno adormecido, e se pergunta em que travessuras ele vai se meter hoje. Peterkin acorda e, cutucado por um sapo coaxante, pega sua flauta e começa a tocar alto. Quando a mãe, em seus ninhos, diz para ele "Fique quieto!" e se gabam de suas próprias famílias bem-comportadas (ou seja, seus ovos), Peterkin decide se vingar deles.
Ele foge da maciça "Árvore da Maternidade" e muda secretamente todos os ovos em todos os ninhos. Logo, os ovos eclodem — cada casal de pássaros tem um filhote de pássaro de um tipo diferente deles: por exemplo, os canários chocam um papagaio que fala piratas; os pequenos pardais ingleses criam um imenso pássaro zombeteiro, que rapidamente começa a "zombar" do pai pardal falando com sotaque inglês. Os pássaros-pai, chateados e muito desconfiados de suas esposas, voam para o "clube" revoltados, enquanto os pássaros-mãe "voltam para casa para a mãe". Essa deserção em massa de todos os pássaros-mãe deixa os filhotes famintos e chorando por comida e atenção.
Peterkin é o único que resta para cuidar deles, uma tarefa que ele tenta de bom grado, mas pela qual ele acha que é totalmente inadequado. Desgastado, um Peterkin exausto confessa suas travessuras aos pássaros-pai, esperando que eles assumam seus deveres parentais. No entanto, os pássaros-pai ficam indignados e furiosos, e perseguem um Peterkin em retirada para pegá-lo e puni-lo. No final, todas as famílias são restauradas ao normal, e Peterkin é condenado ao serviço de lavanderia (presumivelmente fraldas). Mas ele diz à câmera que cruzou os dedos quando prometeu nunca mais fazer tal travessura, e pisca para a câmera e diz que encontrará algo travesso amanhã.

## Produção
Bernice Hansen fez a voz de Peterkin, e Isabel Randolph, embora não creditada, era geralmente considerada como dubladora das personagens femininas do pássaro. As vozes dos pássaros machos provavelmente foram feitas por Danny Webb, Victor Jory, Jack Mercer, Pinto Colvig e Mel Blanc.

## Reveja
O desenho animado está cheio de piadas à vista — por exemplo, o ocupante de um dos ovos é mostrado contra uma chama de vela como uma sombra entediada jogando um jogo de jogo da velha na parte interna da parede do ovo. O desenho animado é "fofo" e "divertido" — também é interessante "para o brilhante espectro Technicolor, os belos desenhos de fundo da floresta, alguns troncos de árvores notavelmente detalhados e os desenhos artísticos encontrados em cada um dos ninhos".
Algumas pessoas podem se ofender com os estereótipos raciais apresentados — o melro é descrito como falando em um "dialeto negro" predominante em muitos desenhos animados americanos da década de 1930.
O alto talento artístico do ilustrador profissional Will Pogany é óbvio. Há também uma grande variedade de espécies de aves, cada uma delas, embora desenhada no estilo dos desenhos animados de Lantz, obviamente um tipo aviário distinto, incluindo canários, zombadores, pardais ingleses, papagaios, tentilhões, passarinhos, toutinegra, melro e, é claro, um médico cegonha. Prenunciando o surgimento no próximo ano do personagem mais popular de Walter Lantz, Woody Woodpecker, há até um casal de pica-paus.